# Івасі (гурт)
«Івасі» — неофіційна назва бардівського дуету Олексія Іващенка та Георгія Васильєва — російських та радянських композиторів, поетів, бардів, авторів кількох музичних спектаклів та великої кількості пісень.

## Походження назви
Від початку дует не мав назви, а самі учасники дуету ніколи не називали себе «Івасі». Така неформальна назва закріпилася за дуетом у середині 1980-х років, коли в їхньому репертуарі з'явилася пісня «Баланда про оселедець» (рос. Баланда о селёдке), присвячена ювілею МДУ. Васильєв та Іващенко пишуть у своїй книзі «Глафіра і Ко», що назва «Івасі» спала на думку відразу кільком глядачам на їхніх концертах. Мабуть, поєднання перших букв у прізвищах Іващенка та Васильєва проасоціювалося з назвою тихоокеанського оселедця (івасі).

## Історія дуету
Георгій Васильєв та Олексій Іващенко познайомилися в МДУ у 1976 році, де обидва навчалися на географічному факультеті. Беручи участь в університетській мистецькій самодіяльності, разом створили кілька музичних вистав. У 1977 році вони почали співати пісні у складі квінтету студентів-географів, подібного до того, що організував Сергій Нікітін на фізфаку. У міру вибуття учасників колектив скоротився до тріо, а потім до дуету. Перший концерт удвох Васильєв та Іващенко дали в 1979. Їхня творча співдружність продовжилася й за межами університету.
До середини 1980-х років Васильєв та Іващенко працювали у жанрі політичної пісні, створювали музичні спектаклі. 1983 року на запрошення Євгена Славутіна вони очолили Музичну студію Студентського театру МДУ. Багато студентів, яких Васильєв та Іващенко прийняли до театрального колективу, стали згодом відомими артистами: Ірина Богушевська, Олексій Кортнєв, Валдіс Пельш, Сергій Чекрижов.
У 1980-х років доля дуету перетнулася з рухом самодіяльної пісні (КСП). 1986 року Васильєв та Іващенко вперше приїхали на Грушинський фестиваль. Через те, що потяг запізнився, вони не змогли взяти участь у конкурсі та виступити у головному концерті на плавучій гітарі. Але завдяки пісням біля багаття фестиваль зробив їх відомими. Вже наступного року Васильєв та Іващенко приїхали на «Грушинку» почесними гостями. У тому ж 1986 Васильєв та Іващенко стали лауреатами Першого Всесоюзного фестивалю авторської пісні в Саратові, отримавши гран-прі за пісні «Музичний автомат» та «Вічний думатель».
У наступні роки бардівський дует Іващенка та Васильєва став одним із найвідоміших радянських колективів у жанрі авторської пісні. «Івасі» дали сотні концертів у Радянському Союзі, у Росії та інших країнах СНД, в Німеччині, США, Австралії, Ізраїлі.
Останній офіційний концерт перед тривалою перервою, присвячений випуску подвійного альбому «Припадки молодості», відбувся в 2000 році. На ньому Васильєв та Іващенко публічно оголосили про завершення концертної діяльності. З того часу Васильєв та Іващенко епізодично збиралися, щоб заспівати разом кілька пісень з того чи іншого ювілейного випадку, але жодного повноцінного сольного концерту до 2022 року дует не мав.
Як композитори та лібретисти Іващенко і Васильєв створили мюзикл «Норд-Ост» за мотивами роману Веніаміна Каверіна «Два капітана». Мюзикл був спродюсований та поставлений самими авторами на сцені Театрального центру на Дубровці. Прем'єра відбулася 19 жовтня 2001 року, понад рік ця вистава показувалася у щоденному режимі. Успішний театральний проєкт припинив своє існування після нападу терористів 23 жовтня 2002. За словами Георгія Васильєва, відновити виставу не вдалося через те, що проєкт фінансував Михайло Ходорковський.
Після теракту Іващенко та Васильєв майже не з'являлися удвох на сцені. Перший великий концерт після цієї перерви дует дав 26 вересня 2022 року у Москві. У концерті, названому «Несанкціонований концерт», барди в алегоричній формі висловилися проти вторгнення Росії в Україну.

## Творчий стиль
Кожен із учасників дуету пише і вірші, і музику. Багато пісень створено ними спільно. Але навіть пісні, написані індивідуально, дует адаптує до спільного виконання, використовуючи впізнавані аранжувальні та постановочні прийоми.
Олексій Кортнєв так характеризує стиль дуету: «Такого рівня виконавської майстерності та такого нетрадиційного підходу до бардівської пісні, як змогли показати Іващенко та Васильєв, не було ні в кого, ні до, ні після. Це найвигадливіше, найдосконаліше, найпорочніше і найджазовіше осмислення авторської пісні, яке тільки можна собі уявити».
Вероніка Долина звертає увагу на акторську сторону творчого стилю: «Вони шарахнули з важких пісенних знарядь. Пісня „Музичний автомат“ на фестивалі в Саратові — це була… ну могутня вистава, розіграна на двох. Окуджава просто збожеволів, мало не впав зі стільця від захоплення. У світі найскромнішої гітарної пісні вони викликали фурор».
Особливості творчого почерку дуету виявилися і під час створення мюзиклу «Норд-Ост». У рецензії на прем'єрний показ мюзиклу Валерій Кічин писав: «Це також день народження нових композиторів великої сценічної форми — Іващенка та Васильєва. Ні в чому не наслідуючи Вебберу, вони взяли за основу традиції Дунаєвського і Мілютіна, а також російської бардівської пісні, російського романсу. Це день народження театральних режисерів, які впевнено володіють і сценічним простором і умовністю жанру, який досі нам не піддавався — Іващенка та Васильєва».

## Дискографія
Автори та виконавці
1. 1989 — «Вечный думатель» (винил)
2. 1996 — «Ума палата»
3. 1997 — «Альма-Матерь»
4. 1997 — «Бережкарики»
5. 2000 — «Припадки молодости (Предпоследний)»
6. 2000 — «Припадки молодости (Последний)»
7. 2004 — Алексей Иващенко, Георгий Васильев. Полное собрание изданного (переиздание на CD):
  1. «Вечный думатель»
  2. «Ума палата»
  3. «Альма-Матерь»
  4. «Бережкарики»
  5. «Припадки молодости (Предпоследний)»
  6. «Припадки молодости (Последний)»
8. 2006 — «Фильм-концерт в ЦДХ, Москва, 1994» (DVD)
9. 2009 — «Три живых концерта эпохи перемен» (MP3)
10. 2022 — «Несанкционированный концерт»

Виконавці
1. 1998 — «Песни нашего века» (у складі ансамблю російських бардів)

Автори
1. 2002 — «Норд-Ост: Избранное»
2. 2005 — «Норд-Ост: Коллекция»
3. 2005 — «Весь Норд-Ост»

У 2020 році дискографія дуету була опублікована у стрімінгових сервісах.